# Final de la Copa Mundial de Clubes de la FIFA 2010
La final de la Copa Mundial de Clubes de la FIFA 2010 se realizó el 18 de diciembre en el Estadio Sheikh Zayed, Abu Dhabi, donde se enfrentaron el Inter de Milán y el Mazembe de la República Democrática del Congo, siendo la primera vez que un equipo no perteneciente a la Conmebol o la UEFA participa en la Final de dicha competencia.
El conjunto italiano derrotó al equipo africano por una diferencia de 3 goles y se consagró por tercera vez como Campeón del mundo, luego de haber obtenido en dos ocasiones la Copa Intercontinental (1964 y 1965).
Finalizado el encuentro, el camerunés Samuel Eto'o fue elegido como mejor jugador del partido y Balón de Oro del torneo.
| Ecuador         | vs. | Italia           |
| T. P. Mazembe 0 | vs. | Internazionale 3 |
| --------------- | --- | ---------------- |

## Ficha del partido
| 1          | Guardameta     | Robert Kidiaba   |     |
| 4          | Defensa        | Eric Nkulukuta   |     |
| 2          | Defensa        | Joël Kimwaki     |     |
| 20         | Defensa        | Mihayo Kazembe   |     |
| 3          | Defensa        | Jean Kasusula    |     |
| 13         | Centrocampista | Mbenza Bedi      |     |
| 11         | Centrocampista | Patou Kabangu    |     |
| 15         | Centrocampista | Dioko Kaluyituka | 90' |
| 10         | Centrocampista | Given Singuluma  |     |
| 24         | Delantero      | Narcisse Ekanga  |     |
| 27         | Delantero      | Ngandu Kasongo   | 46' |
| Entrenador | Entrenador     | Lamine N'Diaye   |     |

| 1          | Guardameta     | Júlio César       |     |
| 13         | Defensa        | Maicon            |     |
| 6          | Defensa        | Lúcio             |     |
| 2          | Defensa        | Iván Córdoba      |     |
| 26         | Defensa        | Cristian Chivu    | 54' |
| 4          | Centrocampista | Javier Zanetti    |     |
| 8          | Centrocampista | Thiago Motta      | 87' |
| 19         | Centrocampista | Esteban Cambiasso |     |
| 27         | Delantero      | Goran Pandev      |     |
| 22         | Delantero      | Diego Milito      | 70' |
| 9          | Delantero      | Samuel Eto'o      |     |
| Entrenador | Entrenador     | Rafael Benítez    |     |

| 6 | Delantero      | Déo Kanda    | 46' |
| 8 | Centrocampista | Hervé Ndonga | 90' |

| 5  | Centrocampista | Dejan Stanković   | 54' |
| 88 | Delantero      | Jonathan Biabiany | 70' |
| 17 | Centrocampista | McDonald Mariga   | 87' |

| Anotado | 13' | Goran Pandev      | 0–1 |
| Anotado | 17' | Samuel Eto'o      | 0–2 |
| Anotado | 85' | Jonathan Biabiany | 0–3 |

| Amonestado | 12' | Dioko Kaluyituka |
| Amonestado | 33' | Narcisse Ekanga  |
| Amonestado | 43' | Mbenza Bedi      |
| Amonestado | 84' | Jean Kasusula    |

| Amonestado | 79' | Thiago Motta |

| Árbitro             | Yūichi Nishimura |
| Árbitros asistentes | Tōru Sagara      |
| Árbitros asistentes | Toshiyuki Nagi   |
| Cuarto árbitro      | Víctor Carrillo  |
| Quinto árbitro      | Jorge Yupanqui   |

| 1          | Guardameta     | Robert Kidiaba   |     |
| 4          | Defensa        | Eric Nkulukuta   |     |
| 2          | Defensa        | Joël Kimwaki     |     |
| 20         | Defensa        | Mihayo Kazembe   |     |
| 3          | Defensa        | Jean Kasusula    |     |
| 13         | Centrocampista | Mbenza Bedi      |     |
| 11         | Centrocampista | Patou Kabangu    |     |
| 15         | Centrocampista | Dioko Kaluyituka | 90' |
| 10         | Centrocampista | Given Singuluma  |     |
| 24         | Delantero      | Narcisse Ekanga  |     |
| 27         | Delantero      | Ngandu Kasongo   | 46' |
| Entrenador | Entrenador     | Lamine N'Diaye   |     |

| 1          | Guardameta     | Júlio César       |     |
| 13         | Defensa        | Maicon            |     |
| 6          | Defensa        | Lúcio             |     |
| 2          | Defensa        | Iván Córdoba      |     |
| 26         | Defensa        | Cristian Chivu    | 54' |
| 4          | Centrocampista | Javier Zanetti    |     |
| 8          | Centrocampista | Thiago Motta      | 87' |
| 19         | Centrocampista | Esteban Cambiasso |     |
| 27         | Delantero      | Goran Pandev      |     |
| 22         | Delantero      | Diego Milito      | 70' |
| 9          | Delantero      | Samuel Eto'o      |     |
| Entrenador | Entrenador     | Rafael Benítez    |     |

| 6 | Delantero      | Déo Kanda    | 46' |
| 8 | Centrocampista | Hervé Ndonga | 90' |

| 5  | Centrocampista | Dejan Stanković   | 54' |
| 88 | Delantero      | Jonathan Biabiany | 70' |
| 17 | Centrocampista | McDonald Mariga   | 87' |

| Anotado | 13' | Goran Pandev      | 0–1 |
| Anotado | 17' | Samuel Eto'o      | 0–2 |
| Anotado | 85' | Jonathan Biabiany | 0–3 |

| Amonestado | 12' | Dioko Kaluyituka |
| Amonestado | 33' | Narcisse Ekanga  |
| Amonestado | 43' | Mbenza Bedi      |
| Amonestado | 84' | Jean Kasusula    |

| Amonestado | 79' | Thiago Motta |

| Árbitro             | Yūichi Nishimura |
| Árbitros asistentes | Tōru Sagara      |
| Árbitros asistentes | Toshiyuki Nagi   |
| Cuarto árbitro      | Víctor Carrillo  |
| Quinto árbitro      | Jorge Yupanqui   |

| \| Estadísticas \| \| \| \| Tiros \| 16 \| 9 \| \| Tiros al arco \| 5 \| 6 \| \| Faltas \| 21 \| 9 \| \| Tiros de esquina \| 4 \| 5 \| \| Tiros libres \| 2 \| 0 \| \| Penales \| 0 \| 0 \| \| Fueras de juego \| 4 \| 1 \| \| Posesión del balón \| 44% \| 56% \| | Alineación inicial                         |                   |
| Estadísticas | Bandera de República Democrática del Congo | Bandera de Italia |
| Tiros | 16                                         | 9                 |
| Tiros al arco | 5                                          | 6                 |
| Faltas | 21                                         | 9                 |
| Tiros de esquina | 4                                          | 5                 |
| Tiros libres | 2                                          | 0                 |
| Penales | 0                                          | 0                 |
| Fueras de juego | 4                                          | 1                 |
| Posesión del balón | 44%                                        | 56%               |

|                                                                       |
| Bandera de Italia                                                     |
| Campeón Internazionale                                                |
| 1.er título 3.er título mundial considerando la Copa Intercontinental |